# Montefalcone Appennino - Smerillo
Montefalcone Appennino - Smerillo este o arie protejată (arie specială de conservare — SAC, sit de importanță comunitară — SCI) din Italia întinsă pe o suprafață de 444 ha, integral pe uscat.

## Localizare
Centrul sitului Montefalcone Appennino - Smerillo este situat la coordonatele 42°59′55″N 13°27′22″E / 42.998611°N 13.456111°E.

## Înființare
Situl Montefalcone Appennino - Smerillo a fost declarat sit de importanță comunitară în iunie 1995 pentru a proteja 3 specii de animale. Situl a fost protejat și ca arie specială de conservare în decembrie 2016.

## Biodiversitate
Situată în ecoregiunea continentală, aria protejată conține 7 habitate naturale: Galerii de Salix alba și de Populus alba, Râuri cu maluri nămoloase cu vegetație de Chenopodion rubri p.p. și Bidention p.p., Pajiști uscate seminaturale și facies de acoperire cu tufișuri pe substraturi calcaroase (Festuco-Brometalia) (* situri importante pentru orhidee), Păduri de stejar alb estice, Liziere de ierburi înalte hidrofile de câmpie și de nivel montan până la alpin, Tufărișuri termo-mediteraneene și de pre-deșert, Păduri de Castanea sativa.
La baza desemnării sitului se află mai multe specii protejate:
- păsări (2): șoim călător (Falco peregrinus), sfrâncioc roșiatic (Lanius collurio)
- nevertebrate (1): Rosalia alpina